# Godsmack (album)
Godsmack prvi je studijski album američkog hard rock/heavy metal sastava Godsmack. Album je 25. kolovoza 1998. objavila diskografska kuća Republic Records. Album ostvario četverostruku platinastu nakladu te se našao na 22. mjestu ljestvice Billboard 200.

## Kontroverzije
Album bio je kontroverzan zbog bogohulnih tekstovi i omota je sadržavao wiccanaski pentagram i reference na vještice iz Salema.

## Popis pjesama
1. "Moon Baby" (Erna) – 4:23
2. "Whatever" (Erna, Rombola) – 3:26
3. "Keep Away" (Erna) – 4:50
4. "Time Bomb" (Erna) – 3:59
5. "Bad Religion" (Erna, Stewart) – 3:13
6. "Immune" (Erna, Merrill, Rombola) – 4:49
7. "Someone in London" (Rombola) – 2:03
8. "Get Up, Get Out!" (Erna) – 3:29
9. "Now or Never" (Erna) – 5:05
10. "Stress" (Erna) – 5:03
11. "Situation" (Erna, Merrill) – 5:47
12. "Voodoo" (Erna, Merrill) – 4:39

### Skrivena pjesma
1. "Witch Hunt" - 2:24

### Bonus pjesme najaponskomizdanju
1. "Goin' Down" (Erna, Rombola, Merrill) - 3:27
2. "Bad Magik" (Erna) - 4:14

- Pjesme na japanskom izdanju je prije pjesme "Voodoo"
- Pjesma "Bad Magik" na japanskom izdanju je pjesma "Bad Magick" s albuma Awake.

## Zasluge
- Sully Erna - vokali, gitara, bubnjevi
- Tony Rombola - gitara
- Robbie Merrill - bas-gitara